# RHI AG

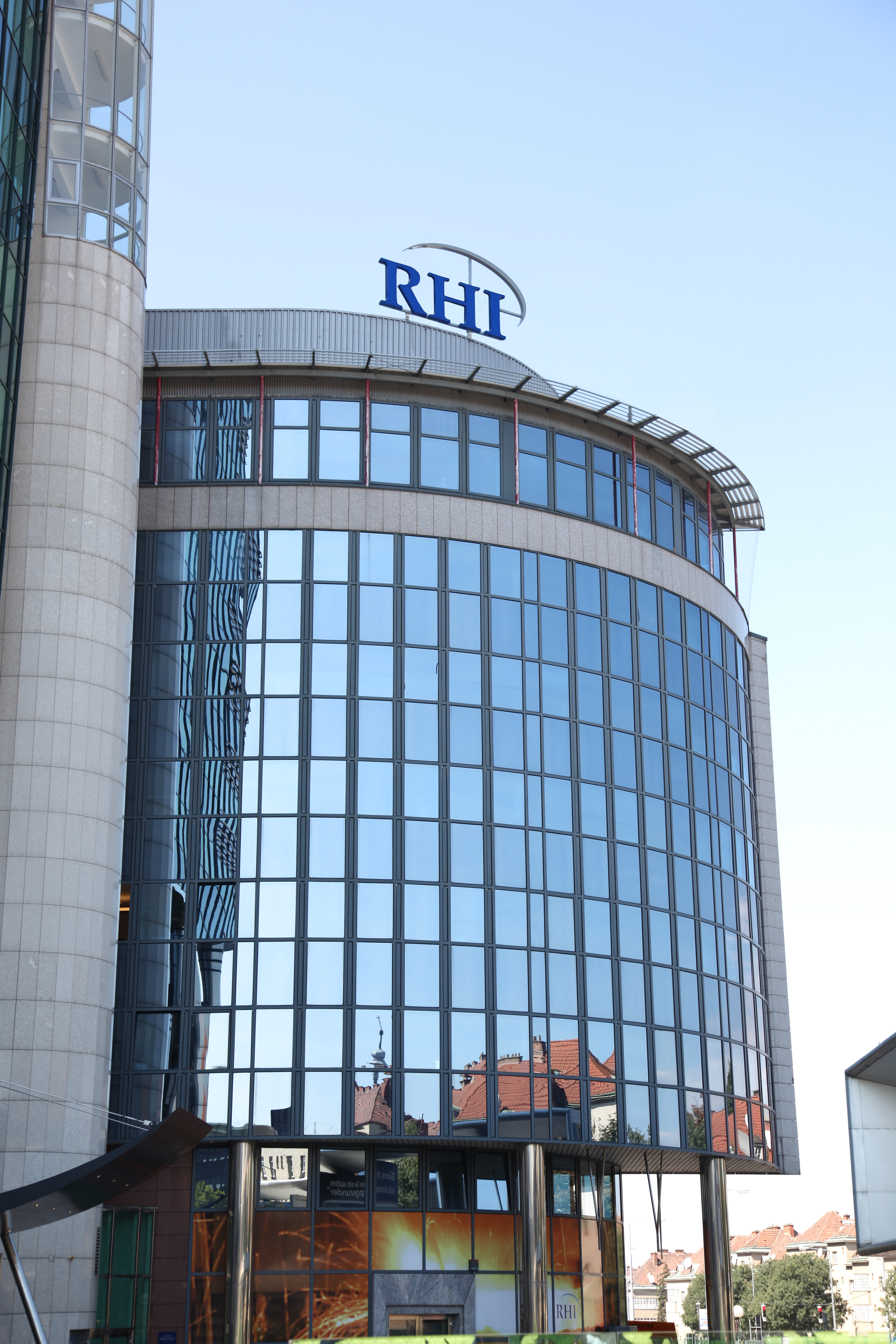
RHI-Zentrale, Wien

Die RHI AG war ein bedeutender Produzent für die Erzeugung nicht substituierbarer Feuerfestwerkstoffe für alle industriellen Brenn- und Schmelzprozesse. Das Unternehmen hatte seinen Sitz in Wien und beschäftigte weltweit 7900 Mitarbeiter an rund 30 Produktionsstandorten sowie über 70 Vertriebsstandorten. Jährlich wurden von RHI mehr als 1,5 Millionen Tonnen Feuerfestmaterialen (feuerfeste Steine, Massen, Mörtel und Funktionalprodukte) hergestellt. Insgesamt belieferte RHI mehr als 10.000 Kunden aus der Stahl-, Zement-, Nichteisenmetalle-, Glas-, Energie- und Chemieindustrie in über 180 Ländern.
RHI und Magnesita sind seit Oktober 2017 ein kombiniertes Unternehmen: RHI Magnesita.

## Geschichte

### Anfänge

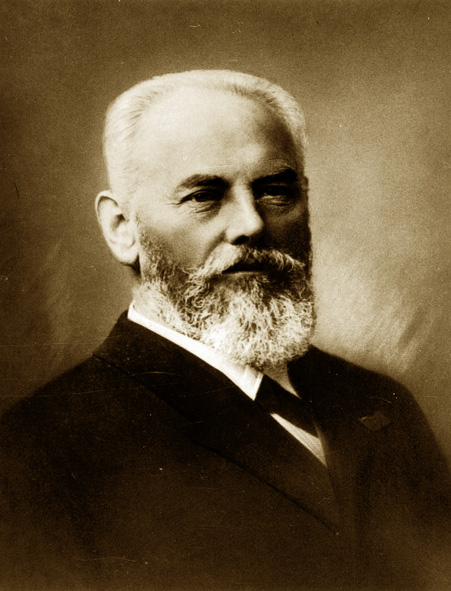
Carl Spaeter

Friedrich Ferdinand Didier erwarb 1834 eine Ziegelei und Kalkbrennerei im heute polnischen Podjuchy bei Szczecin (Stettin, damals Preußen) und gründet die „Chamottefabrik F. Didier in Podejuch“. Didier wurde damit zu einem der ersten Hersteller von Feuerfeststeinen in Deutschland. 
Carl Spaeter entdeckte 1881 in Veitsch (Steiermark, Österreich) eine Magnesitlagerstätte und gründete 1899 die „Veitscher Magnesitwerke Actien-Gesellschaft“.
Der Bergingenieur Josef Hörhager entdeckte 1908 eine Magnesitlagerstätte auf der Millstätter Alpe bei Radenthein (Kärnten, Österreich). Der Deutsch-Amerikaner Emil Winter erwarb die Schürfrechte und gründete die Austro-American Magnesite Company (auch: Österreichisch-Amerikanische Magnesit AG, ÖAMAG; später Radex Austria – aus RADenthein + EXport). 

### Gründung von RHI und Veitsch-Radex
Aus der amerikanischen General Refractories Co. entstand 1987 im Rahmen eines Management buy-out die Radex Heraklith Industriebeteiligungs AG (seit 1998: RHI AG). Die beiden traditionsreichen österreichischen Feuerfestunternehmen Radex Austria AG und Veitscher Magnesitwerke Actien-Gesellschaft fusionierten 1993 zur Veitsch-Radex AG – heute als Veitsch-Radex GmbH & Co OG eine 100-%-Tochter des RHI-Konzerns.

### Akquisitionen
1995 erwarb RHI die Aktienmehrheit am vormaligen Mitbewerber Didier-Werke AG, diese wurden 2010 vollständig übernommen.
In 2001 übernahm RHI einige amerikanische Firmen, die mit Asbestklagen belastet waren. Diese führten das Unternehmen fast in den Ruin. Das folgende sogenannte Chapter-11-Verfahren konnte nach 11 Jahren abgeschlossen werden. Mit dem Verkauf der Dämmstoffsparte Heraklith und der damit erfolgten Fokussierung auf die Kernkompetenz Feuerfestwerkstoffe wurde 2006 die strategische Neuausrichtung des Konzerns abgeschlossen. 
Mit der Integration von Monofrax verstärkte RHI 2007 seine Marktposition als Komplettanbieter für schmelzgegossene Feuerfestspezialitäten im nordamerikanischen Spezialglasmarkt. Diese Konzerngesellschaft wurde 2016 an Callista Private Equity verkauft.
2008 akquirierte RHI zwei Werke von Foseco und baute 2008 ihre Position im ISO-Bereich aus. Hochwertige ISO-Produkte werden für das kontrollierte, geschützte Vergießen von Stahl im Strangguss benötigt. 
2011 wurden die ZAO Podolsk (Russland), Premier Periclase Ltd. (Irland) und SMA Mineral Magnesia AS (Norwegen) akquiriert. Die Stopinc AG (Schweiz) wurde 2012 vollständig übernommen. Orient Refractories Ltd. (Indien) wurde 2013 mehrheitlich übernommen.

### Diversität im Aufsichtsrat
Nach erfolgreichen Verhandlungen mit Christian Kern, das Amt des Vorstandsvorsitzenden von RHI zu übernehmen, wechselte dieser aber im Mai 2016 für die SPÖ als Bundeskanzler in die Politik. Wegen einer Anfechtungsklage des Investors Rupert-Heinrich Staller gegen vier Mitglieder des Aufsichtsrates, darunter auch Ex-Bundeskanzler Alfred Gusenbauer (SPÖ) und Ex-Vizekanzler Hubert Gorbach (FPÖ/BZÖ), wegen Verstoßes gegen die im Aktiengesetz geforderte Diversität bei der Besetzung des Aufsichtsrates mit Frauen, schieden Gusenbauer und Gorbach im September 2017 aus.

### Fusion mit Magnesita
RHI erklärte 2016 die Absicht der Fusion mit der brasilianischen Magnesita zu RHI Magnesita, die Kosten dafür sollten sich auf bis zu 450 Millionen Euro belaufen, die Aktie sollte ab 30. Oktober 2017 in London gehandelt werden, der Hauptsitz (die Holding RHI MAG N.V.) wurde von Wien in die Niederlande verlegt. Die Steuerung des Konzerns sowie die Steuerabgaben blieben in Österreich. Anfang August 2017 stimmte die Aktionärsversammlung mit 99,7 % zu und hatten drei Wettbewerbsbehörden grünes Licht gegeben.

## Aktionäre
Einer der Hauptaktionäre (22,8 %) war Martin Schlaff, dessen Sohn David im Aufsichtsrat vertreten war.

## Produkte

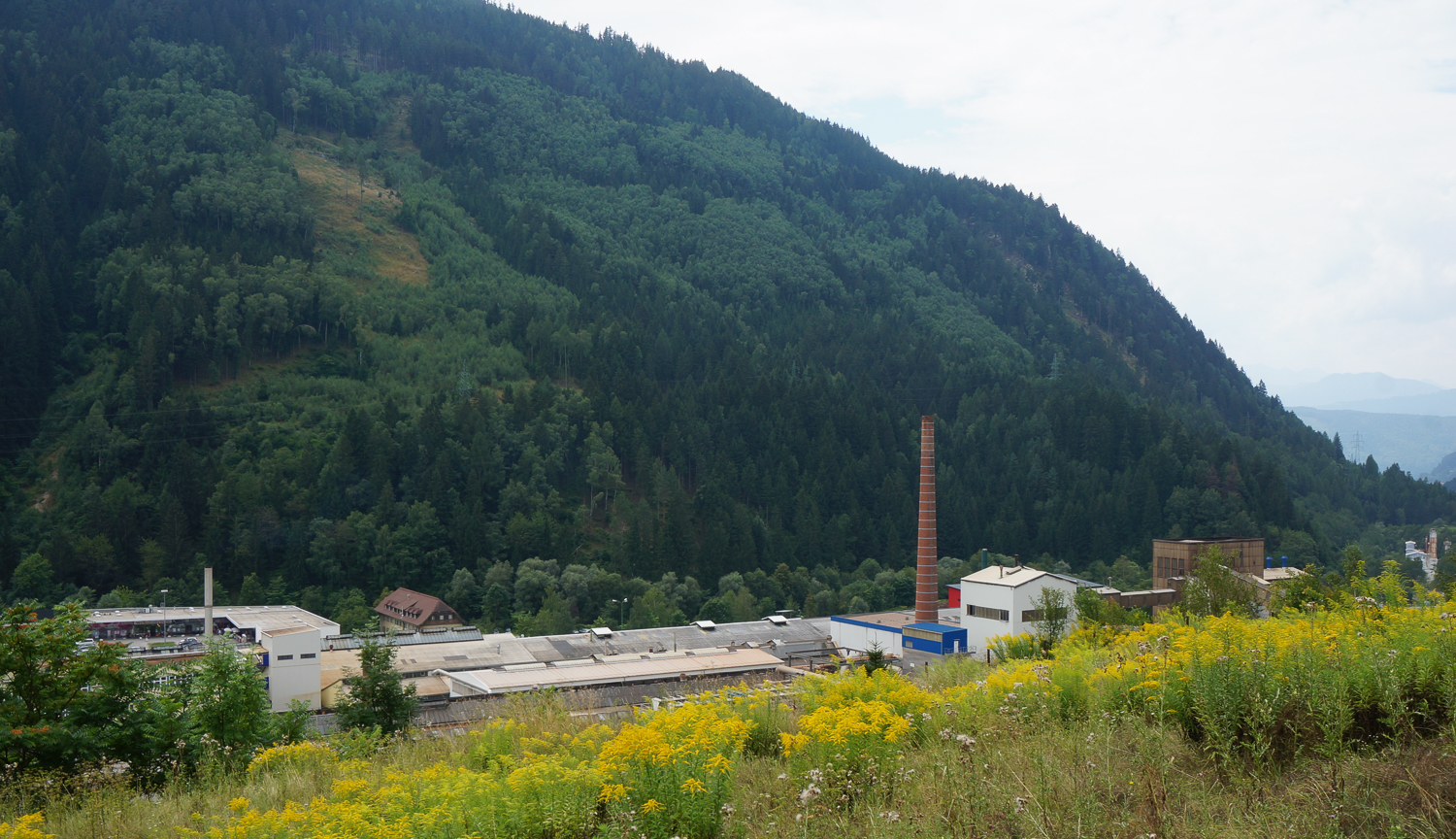
Magnesit-Bergwerk der RHI in Radenthein, Kärnten

Das Kerngeschäft von RHI war die Herstellung, der Vertrieb und die Zustellung hochwertiger keramischer Feuerfestprodukte, die Entwicklung und Umsetzung maßgeschneiderter Systemlösungen sowie die Realisation von Service- und Dienstleistungen für die Schlüsselindustrien Stahl, Zement, Kalk, Nichteisenmetalle, Glas und Umwelt/Energie/Chemie.
RHI bot ein über 120.000 Einzelartikel umfassendes Produktsortiment an, das den – bei allen industriellen Prozessen im Hochtemperaturbereich anfallenden – extremen thermischen, mechanischen und chemischen Belastungen standhalten musste.
Das Produktportfolio umfasste geformte Feuerfestprodukte, wie hydraulisch gepresste und schmelzgegossene Steine, isostatisch gepresste Produkte und Fertigbauteile aus Massen, ungeformte Feuerfestprodukte, wie Reparatur-, Bau- und Gießmassen und Mörtel sowie Funktionalprodukte, die neben hochtemperaturbeständigen zusätzliche verfahrenstechnisch-metallurgische Funktionen erfüllen mussten.

## Forschung und Entwicklung

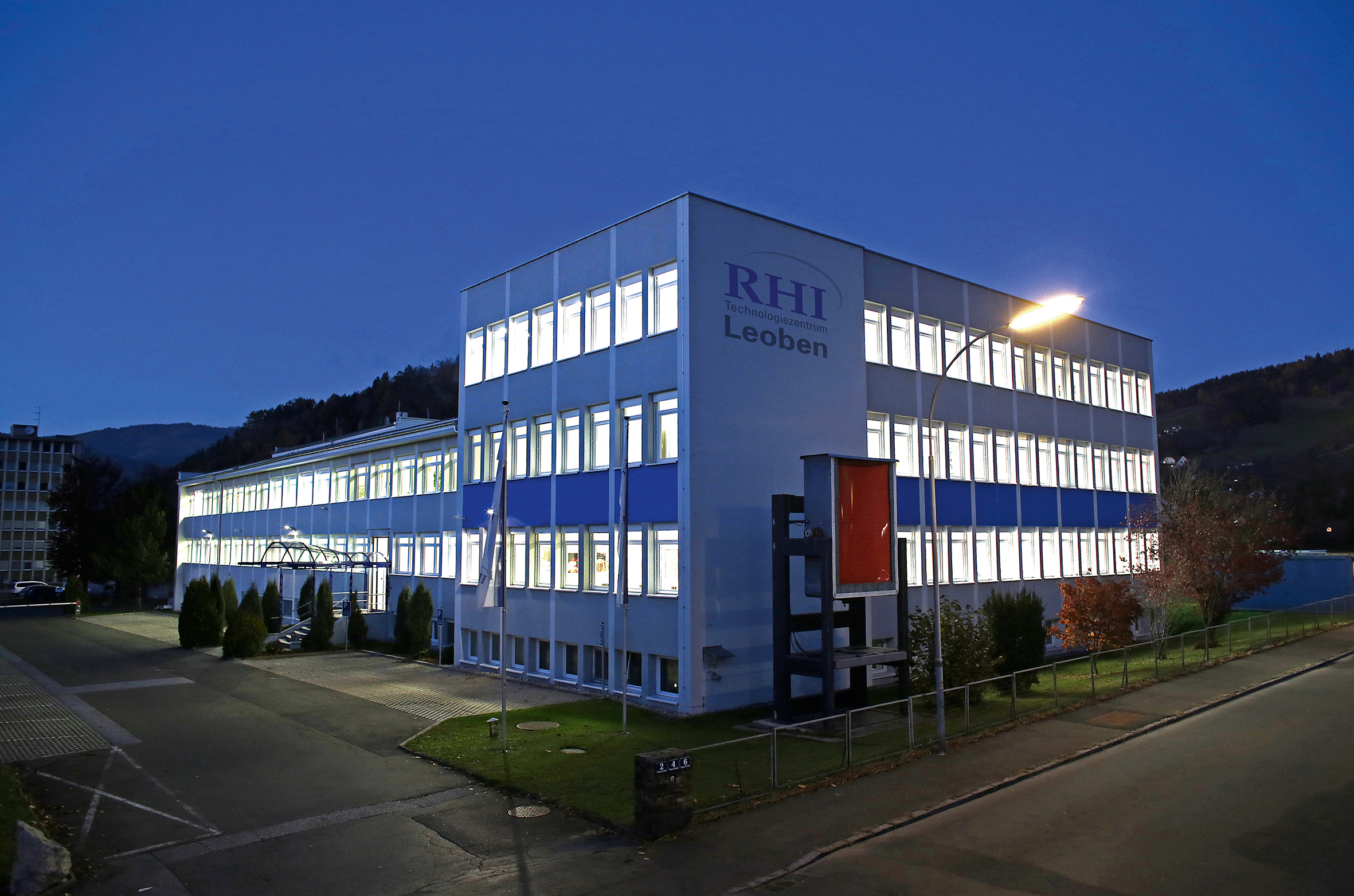
RHI Technologiezentrum, Leoben

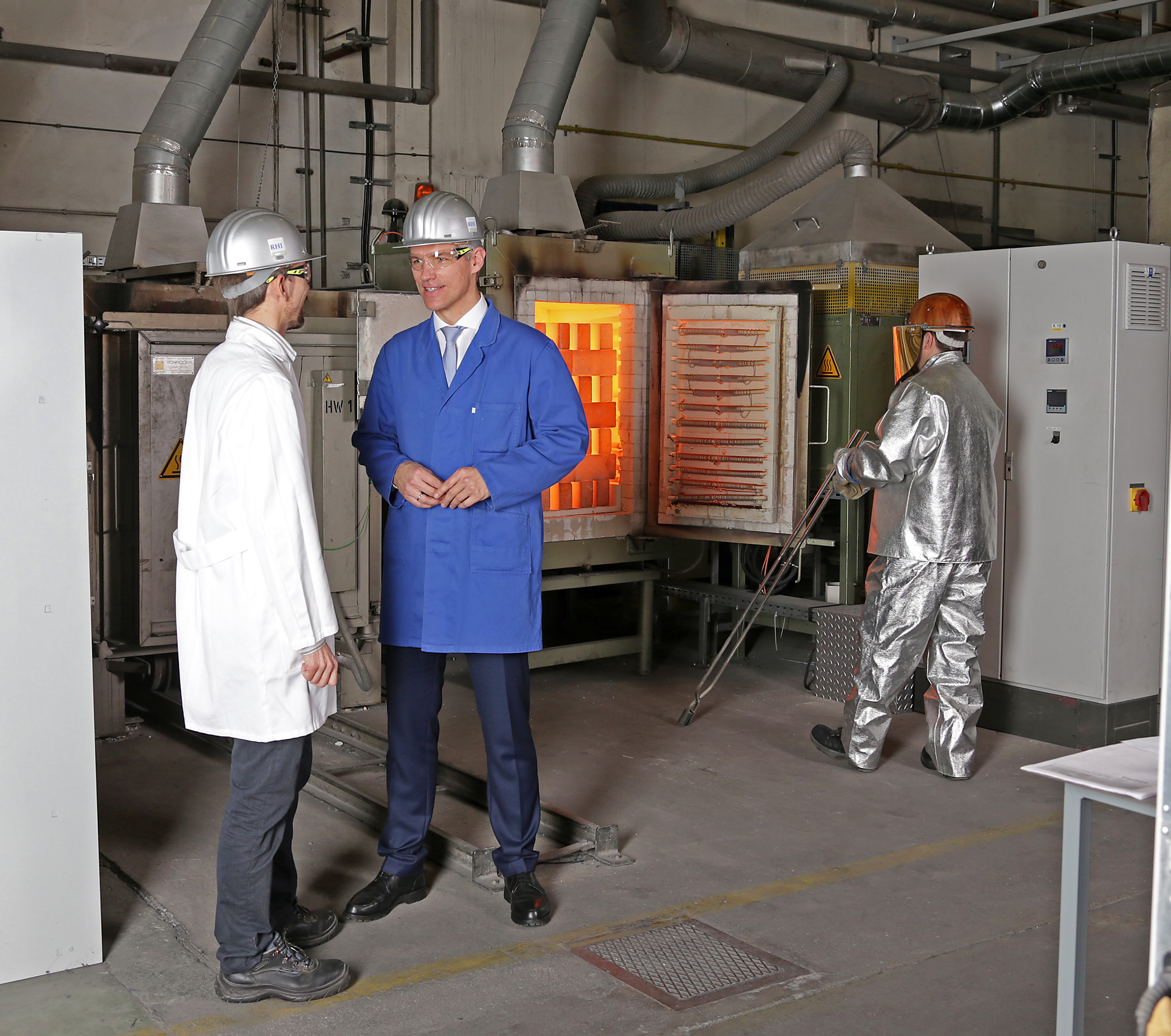
Forscher im TCL

Im Technologiezentrum (TCL) der RHI in Leoben-Göss ist die Forschung und Entwicklung des Unternehmens konzentriert. Das Forschungsinstitut wurde 1959 gegründet und war 2017 die weltweit größte industrielle Forschungseinrichtung im Bereich Feuerfest.
Etwa 165 Forscher aus zehn Nationen arbeiteten hier, davon ein Drittel Frauen. Auch am chinesischen Standort Dalian hatte RHI eine weitere, kleinere, Forschungseinheit etabliert.
RHI verfügte über rund 139 Patentfamilien mit mehr als 1.425 einzelnen Patenten oder Patentanmeldungen sowie etwa 1.300 Markenschutzrechte für rund 120 geschützte Markennamen und Logos.
Zwischen September und Oktober 2024 wurde das siebenstöckige Mehrparteienhaus der RHI in Leoben auf der Adresse Magnesitstraße 6, das an das Technologiezentrum grenzte und das zuletzt die firmeninterne Kinderbetreuung beherbergt hatte, abgerissen.

## Vorstand
Der Vorstand der RHI AG bestand Jänner 2017 aus fünf Personen:
- Stefan Borgas (CEO, interimistischer CFO)
- Thomas Jakowiak (CSO, Division Industrial)
- Gerd Schubert (COO, CTO)
- Reinhold Steiner (CSO, Division Stahl)

## Marken
Die Dachmarke RHI fasste mehrere am Markt etablierte Marken zusammen:
- Didier
- Dolomite Franchi
- Interstop
- Radex
- Refel
- Veitscher